# Bałyk

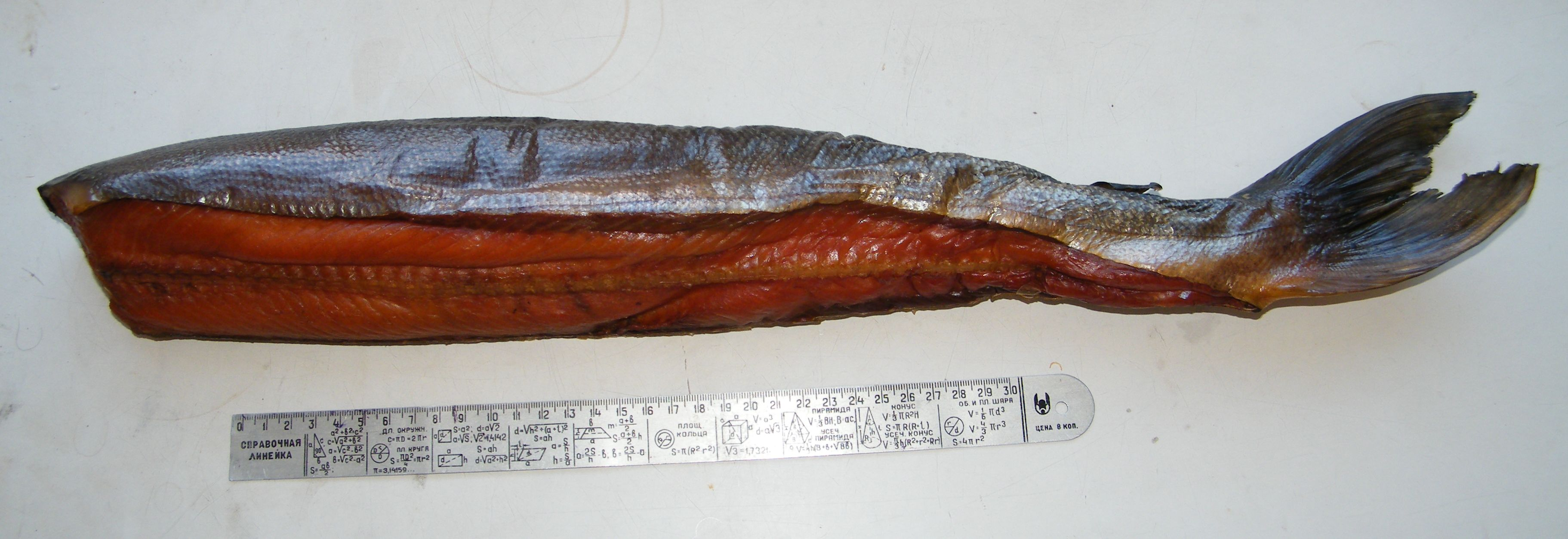
Bałyk z łososia

Bałyk (ros. балык, z tureckiego słowa oznaczającego rybę) – wędzony filet ryby z pozostawioną skórą, zazwyczaj pochodzący z jesiotra lub pstrąga (ale też np. sazana, łososia, amura, czy szczupaka). Danie pochodzi najprawdopodobniej z Uzbekistanu, ale zostało spopularyzowane w kuchni rosyjskiej, gdzie jest przyrządzane na wiele różnych sposobów. 
Filet jest najpierw solony, potem wymaczany w wodzie i podsuszany. W ostatniej fazie (nie zawsze stosowanej) może być polewany gorącym tłuszczem, w którym przesmażono sproszkowaną paprykę.
W bałyku szczególnie łatwo namnażają się bakterie Clostridium botulinum, stąd przypadki zatrucia bałykiem.